# Espace uniforme
En mathématiques, la notion d'espace uniforme, introduite en 1937 par André Weil, est une généralisation de celle d'espace métrique. Une structure uniforme est une structure qui permet de définir la continuité uniforme. On peut y parvenir de deux manières différentes, l'une en généralisant la notion de distance, l'autre avec une axiomatique proche de celle des espaces topologiques. On montre que ces deux approches sont équivalentes. 

## Écarts

### Définition
Un écart sur un ensemble {\displaystyle E} est une application
{\displaystyle d:E\times E\to {\overline {\mathbb {R} _{+}}}=}[0, +∞]
telle que pour tout {\displaystyle x,y,z\in E} :
1. {\displaystyle d(x,x)=0} ;
2. {\displaystyle d(x,y)=d(y,x)} (symétrie);
3. {\displaystyle d(x,z)\leq d(x,y)+d(y,z)} (inégalité triangulaire).

Une pseudo-distance est un écart à valeurs finies.
On constate deux différences par rapport à la notion de distance :
- la première est mineure : un écart peut prendre la valeur +∞. Mais on peut toujours remplacer d par un écart équivalent (du point de vue de la topologie et de la structure uniforme) à valeurs finies, par exemple min(1,d) ;
- la seconde est essentielle : un écart ne vérifie pas nécessairement l'axiome de séparation pour les distances, qui est[3] : d(x, y) = 0 ⇔ x = y.

### Topologie associée à un écart
On définit la topologie associée à un écart de la même façon que pour une distance : on considère les « boules » ouvertes B(x, r) = { y ∈ E | d(x, y) < r }, et les  ouverts de E sont alors les réunions de boules ouvertes.
La topologie obtenue n'est en général pas séparée, ni même T0. Elle est séparée si et seulement si l'axiome de séparation ci-dessus est vérifié.
Deux écarts sont dits (topologiquement) équivalents s'ils définissent la même topologie.
Si {\displaystyle f:{\overline {\mathbb {R} }}_{+}\to {\overline {\mathbb {R} }}_{+}} est une fonction croissante telle que telle que f(0) = 0, continue en 0, strictement croissante au voisinage de 0 et telle que f(u + v) ≤ f(u) + f(v), alors, en posant t(x, y) = f(d(x, y)), on obtient un écart équivalent à d. En particulier, en utilisant la fonction f(x) = x/(x + 1), on prouve que tout écart est équivalent à un écart fini. Il est donc possible de ne travailler qu'avec des écarts qui ne prennent jamais la valeur infinie.

### Exemples d'écarts
| Espace | Ecart | Propriétés et remarques |
| --- | --- | --- |
| L'espace {\displaystyle \mathbb {R} ^{X}} des fonctions d'un ensemble X dans l'ensemble des réels.                                                                                   | {\displaystyle d(f,g):=\sup _{x\in X}\|f(x)-g(x)\|} | Cet écart vérifie la séparabilité mais peut prendre des valeurs infinies, donc ce n'est pas une distance. |
| L'espace {\displaystyle {\mathcal {M}}(X,{\mathcal {A}},\mu ,\mathbb {R} )} des fonctions mesurables sur un espace mesuré {\displaystyle (X,{\mathcal {A}},\mu )} à valeurs réelles. | {\displaystyle d(f,g):=\int _{X}\|f-g\|{\textrm {d}}\mu } | Cet écart ne vérifie pas la séparabilité et peut prendre des valeurs infinies. |
| L'espace {\displaystyle {\mathcal {P}}(X)} des parties d'un ensemble X où X est muni d'une distance {\displaystyle \delta }.                                                         | {\displaystyle d(A,B):=\left\{{\begin{array}{ll}0&{\text{si }}A=B=\emptyset \\\max\{\sup _{b\in B}\delta (b,A),\sup _{a\in A}\delta (a,B)\}&{\text{si }}A\neq \emptyset {\text{ et }}B\neq \emptyset \\+\infty &{\text{sinon}}\end{array}}\right.} où {\displaystyle \delta (x,C):=\inf _{c\in C}\delta (x,c)} | Cet écart ne vérifie pas la séparabilité. Plus précisément on remarque que {\displaystyle d(A,B)=0\Leftrightarrow {\overline {A}}={\overline {B}}}. Si on restreint cet écart aux parties fermées, bornées et non vides, alors il devient une distance appelée la distance de Hausdorff. |

## Jauges

### Définition
Une jauge (ou structure uniforme) sur un ensemble E est une famille {\displaystyle (d_{i})_{i\in I}} d'écarts sur E.
Puisque les écarts peuvent toujours se ramener à des pseudo-distances équivalentes, il est aussi courant de définir une jauge comme étant une famille de pseudo-distances.

### Topologie associée à une jauge
À une jauge sur E, on associe la topologie engendrée par les topologies associées à chaque écart {\displaystyle d_{i}} individuellement, c'est-à-dire la topologie initiale associée à cette famille (topologie la moins fine sur E pour laquelle tous ces écarts sont continus).
Cette topologie est séparée si et seulement si pour tout couple de points distincts {\displaystyle x,y\in E}, il existe un indice {\displaystyle i\in I} tel que {\displaystyle d_{i}(x,y)>0}.

### Exemples de jauges
- La topologie d'un espace localement convexe est définie par une famille de semi-normes, donc par une famille particulière d'écarts.
- Soit {\displaystyle {\mathcal {C}}^{\infty }(\mathbb {R} ^{m},\mathbb {R} ^{n})} l'espace des fonctions lisses de {\displaystyle \mathbb {R} ^{m}} dans {\displaystyle \mathbb {R} ^{n}}. À chaque compact {\displaystyle K\subset \mathbb {R} ^{m}} et à chaque multi-indice {\displaystyle \alpha } est associé un écart {\displaystyle d_{K,\alpha }(f,g):=\sup _{x\in K}\|f^{(\alpha )}(x)-g^{(\alpha )}(x)\|}. La topologie associée à cette jauge {\displaystyle (d_{K,\alpha })_{K,\alpha }} est celle de la convergence uniforme sur les compacts des dérivées de tous ordres. Cette topologie est métrisable.
- En considérant des cartes locales, ce dernier exemple se généralise[8] à l'espace  {\displaystyle {\mathcal {C}}^{\infty }(M,N)} des applications lisses entre variétés lisses {\displaystyle M} et {\displaystyle N}. La topologie obtenue est celle {\displaystyle {\mathcal {C}}^{\infty }}. Elle est métrisable et complète.

## Entourages

### Définition
Une définition alternative (mais équivalente) d'une structure uniforme sur un ensemble E est la donnée d'un ensemble non vide de parties de E×E, appelées entourages de la structure, vérifiant les axiomes ci-dessous.
- Tout entourage contient la diagonale de E×E.
- Toute partie de E×E qui contient un entourage est un entourage.
- L'intersection de deux entourages est un entourage.
- En notant {\displaystyle V^{-1}=\{(y,x)\mid (x,y)\in V\}}, pour tout entourage V, l'ensemble V−1 est aussi un entourage.
- En notant {\displaystyle W^{2}=\{(x,y)\in E^{2}\mid \exists z\in E,\ (x,z)\in W,(z,y)\in W\}}, pour tout entourage V, il existe un entourage W tel que W 2 ⊂ V.

Remarquons que l'ensemble des entourages est un filtre sur E×E.

### Équivalence avec la définition par les écarts
Toute structure uniforme définie par une jauge possède une famille d'entourages :
- lorsque cette jauge ne contient qu'un seul écart d, les entourages sont les sur-ensembles des ensembles de la forme {\displaystyle V_{r}=\{(x,y)\mid d(x,y)<r\}} avec r réel strictement positif ;
- lorsqu'elle contient plusieurs écarts, les entourages sont les intersections d'un nombre fini d'entourages associés à un nombre fini d'écarts de la jauge.

Remarque : Il est possible de saturer une jauge en ajoutant aux écarts déjà présents toutes les bornes supérieures d'un nombre fini d'écarts. La structure uniforme obtenue est alors identique (mêmes entourages). L'avantage de la saturation consiste à n'avoir besoin que d'un seul écart et non pas d'une famille finie dans la définition ci-dessus de la structure uniforme.
Toute structure uniforme définie par une famille d'entourages possède une jauge :
si l'on se donne une famille d'entourages sur un ensemble, on peut définir une jauge dont la famille d'entourages associés est la famille donnée,.

### Topologie associée
La topologie associée à une structure uniforme, précédemment définie en termes d'écarts, se reformule en termes d'entourages de la manière suivante.
Soit {\displaystyle \Phi } l'ensemble des entourages. Pour une partie quelconque U de E×E et un point quelconque x de E, notons U[x] l'ensemble des y de E tels que (x, y) ∈ U.
La topologie associée à l'espace uniforme {\displaystyle (E,\Phi )} se définit en prenant pour voisinages d'un point quelconque x tous les V[x] avec V entourage :
{\displaystyle \forall x\in E\quad {\mathcal {V}}(x)=\{V[x]\}_{V\in \Phi }}.
On démontre que les voisinages ainsi définis satisfont bien aux axiomes de définition des voisinages.

## Espace topologique uniformisable
Un espace topologique est dit uniformisable (en) s'il existe une structure uniforme qui induit sa topologie. Les espaces uniformisables sont ceux qui vérifient l'axiome de séparation T3 1/2.
Par exemple, tout groupe topologique est uniformisable d'au moins deux façons, qui coïncident si le groupe est abélien. En particulier, tout espace vectoriel topologique est uniformisable.

## Continuité uniforme
Une application f d'un espace uniforme E dans un espace uniforme F est dite uniformément continue lorsque l'image réciproque par f×f de tout entourage est un entourage.
La composée de deux applications uniformément continues est uniformément continue. Les espaces uniformes forment ainsi une catégorie.
Toute application uniformément continue est continue pour les topologies sous-jacentes. On a donc un foncteur d'oubli de la catégorie des espaces uniformes vers celle des espaces topologiques.
Les produits existent dans ces deux catégories, et la topologie induite par une structure uniforme produit coïncide avec la topologie produit des topologies induites (autrement dit : le produit commute avec le foncteur d'oubli).
Tout morphisme continu de groupes topologiques est uniformément continu pour les structures uniformes à droite (resp. gauche) associées.

## Espace complet
Une suite de points (an)n∈ℕ de l'espace uniforme est dite de Cauchy si pour tout entourage V, il existe un entier naturel n tel que pour tous p, q ≥ n, on ait (ap, aq) ∈ V.
Un filtre dans un espace uniforme est dit de Cauchy si pour tout entourage V, il existe un élément A du filtre tel que A×A est inclus dans V. Une suite est donc de Cauchy si et seulement si le filtre associé (le filtre image par la suite du filtre de Fréchet sur ℕ) est de Cauchy.
Dans un espace uniforme associé à une distance, ces deux définitions équivalent aux définitions classiques correspondantes d'une suite de Cauchy et d'un filtre de Cauchy dans un espace métrique.
Dans un espace uniforme, toute suite convergente et tout filtre convergent sont de Cauchy. Il y a deux réciproques possibles à cette proposition. Si tout filtre de Cauchy est convergent, l'espace est dit complet ; si toute suite de Cauchy est convergente, l'espace est dit séquentiellement complet.
Un espace complet est toujours séquentiellement complet. Dans un espace uniforme associé à une distance, la réciproque est également vraie, et donc la complétude séquentielle et la complétude tout court (selon les filtres) coïncident. La notion de complétude d'un espace métrique possède donc, dans le cas général d'un espace uniforme, deux généralisations distinctes.
De même que tout espace métrique admet un unique espace métrique complété, tout espace uniforme {\displaystyle X} admet un unique espace uniforme « séparé complété » {\displaystyle {\hat {X}}}, vérifiant la propriété universelle analogue : toute application uniformément continue de {\displaystyle X} dans un espace uniforme séparé complet se factorise de façon unique par {\displaystyle {\hat {X}}}.
Tout sous-espace fermé d'un espace uniforme complet est complet.
Tout sous-espace complet d'un espace uniforme séparé est fermé.
Un produit d'espaces uniformes non vides est complet si et seulement si chaque facteur l'est.
Tout espace paracompact est complètement uniformisable (en), avec comme entourages les voisinages de la diagonale.
Tout espace compact est uniformisable de façon unique ; un espace uniforme est compact si et seulement s'il est séparé, complet et précompact.

## Espaces lipschitziens
Soit {\displaystyle E} et {\displaystyle F} deux ensembles, munis de jauges {\displaystyle d=(d_{i})_{i\in I}} et {\displaystyle \delta =(\delta _{j})_{j\in J}} respectivement. Une application {\displaystyle f:E\to F} est dite lipschitzienne de {\displaystyle (E,d)} dans {\displaystyle (F,\delta )} si pour tout {\displaystyle j\in J}, il existe une partie finie {\displaystyle I'\subset I} et un réel k tels que, quels que soient {\displaystyle x,y\in E}
{\displaystyle \delta _{j}(f(x),f(y))\leq k\max _{i\in I'}d_{i}(x,y)}.
Toute application lipschitzienne est uniformément continue. On définit différentes notions d'équivalence de jauges, généralisant celles d'équivalence des distances : deux jauges {\displaystyle d} et {\displaystyle \delta } de {\displaystyle E} sont dites équivalentes (resp. uniformément équivalentes, resp. Lipschitz-équivalentes) si l'application identique de {\displaystyle (E,d)} dans {\displaystyle (E,\delta )} et sa réciproque sont continues (resp. uniformément continues, resp. lipschitziennes).
Une structure lipschitzienne sur un ensemble est une jauge à équivalence lipschitzienne près.
Un espace lipschitzien est un ensemble muni d'une structure lipschitzienne. On a donc un foncteur d'oubli de la catégorie des espaces lipschitziens (avec comme morphismes les applications lipschitziennes) vers celle des espaces uniformes, de même qu'on en a un de la catégorie des espaces uniformes vers celle des espaces topologiques.
Une structure lipschitzienne est dite séparée si la topologie qu'elle détermine est séparée.
Un sous-ensemble A d'un ensemble E muni d'une jauge d est dit borné si pour tout {\displaystyle x_{0}\in E}, il existe une boule de centre {\displaystyle x_{0}} et de rayon fini qui contient A. Les ensembles bornés de (E, d) ne dépendent que de sa structure lipschitzienne. En revanche, deux jauges uniformément équivalentes ne déterminent pas nécessairement les mêmes ensembles bornés.